# KOT, czyli Ktoś Ogromnie Tajemniczy
KOT, czyli Ktoś Ogromnie Tajemniczy – program rozrywkowy emitowany w latach 2003–2004 w TV4 prowadzony przez Piotra Gąsowskiego.
W programie brały udział dwie dwuosobowe drużyny (męska i żeńska), składające się z gwiazd. Ich zadaniem było odgadnięcie na podstawie podawanych informacji, kto – z sześciu wymienionych znanych osób – jest tytułowym "KOT-em", czyli "Kimś ogromnie tajemniczym".
W 3 kolejnych rundach prezentowano sylwetkę "KOT-a", posługując się przy tym różnymi środkami – autocharakterystyką, wypowiedziami znajomych oraz ekspertów, podaniem zasad, jakimi "KOT" kieruje się w życiu. Osoby zgadujące miały też przyjemność skosztować potrawy przyrządzonej przez "KOT-a". Dzięki tej audycji można też było niejednokrotnie dowiedzieć się o ciekawych, nieznanych na ogół faktach z życia znanej gwiazdy (np. o początkach kariery czy przygodach przezeń przeżywanych).
Na koniec każdej rundy drużyny zawodnicy typowali, kto jest "KOT-em". Ostateczną hipotezę stawiali na koniec, a potem następowało spotkanie z "kimś ogromnie tajemniczym", kto przez cały program był obecny w studiu.
W trakcie audycji widzowie mogli wysyłać SMS-y, z których dochód przeznaczany był na cele charytatywne, m.in. wsparcie finansowe schronisk dla zwierząt.
W programie udział wzięli m.in.: Artur Barciś, Joanna Bartel, Tomasz Bednarek, Ewa Błaszczyk, Waldemar Błaszczyk, Olga Bończyk, Jacek Borkowski, Katarzyna Bujakiewicz, Janusz Bukowski, Paweł Burczyk, Stanisława Celińska, Jacek Chmielnik, Dorota Chotecka, Piotr Cugowski, Matylda Damięcka, Mateusz Damięcki, Renata Dancewicz, Dorota Deląg, Bożena Dykiel, Magda Femme, Stefan Friedmann, Piotr Garlicki, Ewa Gawryluk, Andrzej Grabarczyk, Andrzej Grabowski, Cezary Harasimowicz, Mieczysław Hryniewicz, Krzysztof Ibisz, Jan Jankowski, Krzysztof Jaroszyński, Dorota Kamińska, Emilian Kamiński, Ewa Kasprzyk, Krzysztof Kolberger, Joanna Koroniewska, Tomasz Kozłowicz, Maciej Kozłowski, Barbara Krafftówna, Emilia Krakowska, Jerzy Kryszak, Ewa Kuklińska, Maciej Kuroń, Dorota Landowska, Małgorzata Lewińska, Bohdan Łazuka, Piotr Machalica, Jan Machulski, Agnieszka Maciąg, Szymon Majewski, Zofia Merle, Cezary Morawski, Andrzej Nejman, Leszek Niedzielski, Rafał Olbrychski, Maciej Orłoś, Małgorzata Ostrowska-Królikowska, Radosław Pazura, Piotr Polk, Witold Pyrkosz, Nina Roguż, Tadeusz Ross, Jacek Rozenek, Robert Rozmus, Przemysław Saleta, Ewa Sałacka, Tomasz Sapryk, Krystyna Sienkiewicz, Jerzy Skoczylas, Katarzyna Skrzynecka, Tatiana Sosna-Sarno, Dorota Stalińska, Danuta Stenka, Magdalena Stużyńska, Andrzej Supron, Ewa Szykulska, Beata Ścibakówna, Hanna Śleszyńska, Ewa Telega, Krystyna Tkacz, Daria Trafankowska, Izabela Trojanowska, Marcin Troński, Beata Tyszkiewicz, Paweł Wawrzecki, Janusz Weiss, Jan Wieczorkowski, Grażyna Wolszczak, Magdalena Wołłejko, Grzegorz Wons, Aleksandra Woźniak, Magdalena Wójcik, Barbara Wrzesińska, Elżbieta Zającówna, Katarzyna Żak.